# Torneo de Estoril 2022
El Estoril Open 2022 fue un torneo de tenis de la ATP en la categoría de ATP Tour 250. Se disputará entre el 25 de abril y el 1 de mayo de 2022 sobre polvo de ladrillo en el Clube de Ténis do Estoril en Estoril (Portugal).

## Distribución de puntos
| Modalidad            | Campeón | Finalista | Semifinales | Cuartos de final | 2ª ronda | 1ª ronda | Clasificados | 2ª ronda de clasificación | 1ª ronda de clasificación |
| Individual masculino | 250     | 165       | 100         | 50               | 25       | 0        | 13           | 7                         | 0                         |
| Dobles masculino     | 250     | 150       | 90          | 45               | 20       | 0        | -            | -                         | -                         |

## Cabezas de serie

### Individuales masculino
| Tenista               | Ranking | Preclasificado |
| Félix Auger-Aliassime | 9       | 1              |
| Diego Schwartzman     | 15      | 2              |
| Marin Čilić           | 22      | 3              |
| Alejandro Davidovich  | 27      | 4              |
| Frances Tiafoe        | 29      | 5              |
| Albert Ramos          | 32      | 6              |
| Tommy Paul            | 35      | 7              |
| Sebastian Korda       | 37      | 8              |

- Ranking del 18 de abril de 2022.[2]

### Dobles masculino
| Tenista                     | Ranking | Preclasificado |
| Jamie Murray Michael Venus  | 31      | 1              |
| Matthew Ebden Max Purcell   | 59      | 2              |
| Ivan Dodig Austin Krajicek  | 64      | 3              |
| Raven Klaasen Ben McLachlan | 87      | 4              |

## Campeones

### Individual masculino
Sebastián Báez venció a  Frances Tiafoe por 6-3, 6-2 

### Dobles masculino
Nuno Borges /  Francisco Cabral vencieron a  Máximo González /  André Göransson por 6-2, 6-3